# Robert David Quixano Henriques
Pour les articles homonymes, voir Henriques.
Robert David Quixano Henriques est un auteur britannique (11 décembre 1905 - 22 janvier 1967) principalement connu pour son roman autobiographique Sans armes ni armure (No Arms, No Armour) (1939) et pour Through the Valley qui remporta le prix Jack Tait Black Memorial en 1950. 